# Pagolle
Pagolle är en kommun i departementet Pyrénées-Atlantiques i regionen Nouvelle-Aquitaine i sydvästra Frankrike. Kommunen ligger i kantonen Saint-Palais som tillhör arrondissementet Bayonne. År 2022 hade Pagolle 251 invånare.

## Befolkningsutveckling
Antalet invånare i kommunen Pagolle
| Referens: INSEE |